# Diran
Diran – szczyt w grupie Rakaposhi Range, części Karakorum. Leży w północnej części Pakistanu. Ma kształt piramidy, leży na wschód od Rakaposhi. Wznosi się prawie 3,5 kilometra ponad opływającym go lodowcem.
Pierwsze udane wejście na Diran miało miejsce w 1968 r. Dokonali tego członkowie austriackiej ekspedycji: Rainer Goeschl, Rudolph Pischinger i Hanns Schell.